# Boguea enigmatica
Boguea enigmatica är en ringmaskart som beskrevs av Hartman 1945. Boguea enigmatica ingår i släktet Boguea och familjen Maldanidae. Inga underarter finns listade i Catalogue of Life.